# Кадимагомедов, Магомедхабиб Зайнудинович
Магомедхабиб Зайнудинович Кадимагомедов (род. 26 мая 1994; Хуштада, Цумадинский район, Дагестан, Россия) — российский и белорусский борец вольного стиля. Чемпион Европы 2020, серебряный призёр Олимпийских игр в Токио. Двукратный серебряный призёр чемпионатов Европы. 

## Биография
По национальности — аварец. Магомедхабиб Кадимагомедов попал в борьбу, можно сказать, случайно. Он очень любил футбол, и, когда услышал от товарищей, что они часто гоняют мяч в сельской спортшколе, пошёл туда. Там ему повстречались тренеры по вольной борьбе, которые и предложили ему заняться популярным в горах единоборством. Магомедхабибу тогда было семь лет, он тогда уже жил с в райцентре Цумадинского района — Агвали, куда его семья переехала из селения Хуштада. Через месяц он победил на школьных соревнованиях по вольной борьбе, а затем занял пятое место на первенстве района. В то время юный борец тренировался у местных наставников Ахмеда Магомедова и Исмаила Бадрудинова. Под их руководством первый большой успех к нему пришел в 2007 году, он стал победителем «тупикового» первенства России среди юношей в Воронеже. К слову, в полуфинале этих соревнований он победил будущего финалиста чемпионата мира и чемпиона Европы Гаджимурада Рашидова.
Казалось, что за этим достижением последуют новые победы, однако ни на юношеском, ни на юниорском ковре Магомедхабиб больше серьёзных результатов не показал. Отметить можно разве что его бронзовую медаль на юношеском первенстве страны в 2011 году. В том же 2011-м Кадимагомедов переехал в Махачкалу и стал заниматься у своих нынешних наставников Гасана Абдулбасирова и Муслима Амирасланова в СШОР № 3. Отсутствие результатов сказывалось на настроении Магомедхабиба, он охладел к тренировкам и даже был момент, когда решил бросить борьбу. Преодолеть отчаяние ему помог дядя Магомедсаид — отец победителя молодёжного первенства мира-2017 Абдуллы Ахмедова. «Дядя Магомедсаид нашел нужные слова, приходил почти на каждую тренировку, подбадривал и помогал. Если бы не он, то, возможно, я ушел бы из борьбы», — признается Магомедхабиб.
Впервые среди взрослых Кадимагомедов «засветился» в 2014 году в Ботлихе на турнире на призы Юсупа Абдусаламова, на котором занял первое место в весе до 57 кг. Через неделю он снова поднялся на верхнюю ступень пьедестала, на сей раз в Буглене на турнире на призы Хизри Шихсаидова, на котором выступал уже в категории до 65 кг. Эти победы окрылили борца, в последующем он завоевал медали на таких представительных турнирах, как: Межконтинентальный кубок в Хасавюрте, «Александр Медведь» в Минске, «Степан Саркисян» в Армении и Мемориал «Али Алиева» в Каспийске.
В июне 2017 года, победив на чемпионате России в Назрани, отобрался на чемпионат мира в Париж, однако там остался без медали, заняв 7 место. С 2020 года поменял спортивное гражданство и начал выступать под флагом сборной Беларуси. В январе выиграл чемпионат Беларуси и был включен в состав сборной на чемпионат Европы в Риме, где выиграл золотую медаль, а в декабре этого же года стал бронзовым призёром индивидуального кубка мира, который проходил в Сербии.
В 2021 году, выиграв чемпионат страны, получил право побороться за олимпийскую лицензию. В мае 2021 года стал обладателем допуска на Олимпиаду на мировом квалификационном турнире в Софии. В Токио Кадимагомедов завоевал серебряную медаль, уступив в финальном поединке россиянину Заурбеку Сидакову.
В феврале 2024 года, выступая в весовой категории до 79 кг, на чемпионате Европы в Бухаресте завоевал серебряную медаль, уступив в финале российскому борцу Ахмеду Усманову. В апреле этого же года на Европейском квалификационном турнире в Баку ему удалось завоевать лицензию на летние Олимпийские игры 2024 в весовой категории до 74 кг.
15 января 2025 года в Минске, победив в финале Расула Тихаева, стал чемпионом Беларуси в новом для себя весе до 86 кг.
В апреле 2025 года на чемпионате Европы в Братиславе в весовой категории до 86 кг завоевал серебряную медаль. В финальной схватке уступил сопернику из Болгарии Магомеду Рамазанову.

## Спортивные результаты
- Чемпионат России по вольной борьбе 2017 — ;
- Чемпионат мира по борьбе 2017 — 7;
- Чемпионат Беларуси по вольной борьбе 2020 — ;
- Чемпионат Европы по борьбе 2020 — ;
- Индивидуальный кубок мира по борьбе 2020 — .
- Олимпийские игры 2020 — ;
- Чемпионат Европы 2024 — .
- Чемпионат Европы 2025 — .